# Kabinett Cavour IV
Das Kabinett Cavour IV regierte Italien vom 23. März 1861 bis zum 12. Juni 1861. Davor regierte das Kabinett Cavour III, danach das Kabinett Ricasoli I. Die Regierung von Ministerpräsident Camillo Benso von Cavour wurde im Parlament von der sogenannten „Historischen Rechten“ (destra storica) und von Unabhängigen getragen.
Das Kabinett Cavour IV wird oft als erste Regierung des im Risorgimento entstandenen italienischen Nationalstaats betrachtet. Viktor Emanuel II. erhielt mit einem Gesetz vom 17. März 1861 den Titel „König von Italien“, zu einem Zeitpunkt also, als das Kabinett Cavour III noch im Amt war. Die Bezeichnung des Kabinetts weist darauf hin, dass der italienische Nationalstaat durch eine Erweiterung und Umbenennung des Königreichs Sardinien-Piemont (mit Hauptstadt Turin) entstand.
Cavours Regierung begann damit, das nach napoleonischem Vorbild geschaffene zentralistische Regierungssystem Sardinien-Piemonts auf die angeschlossenen Gebiete zu übertragen, obwohl vor allem in Süditalien die sozialen und kulturellen Voraussetzungen für Cavours Verwaltungsreformen nicht gegeben waren. In den neuen Provinzen agierten die Präfekten als Statthalter der Regierung in Turin oft mit großer Härte, was von der dortigen Bevölkerung bald wie eine Fremdherrschaft empfunden wurde. Besonders Cavours Weggefährte Marco Minghetti hatte einen anderen, dezentralen Staatsaufbau im Sinn, konnte sich aber damit nicht durchsetzen.
Ministerpräsident Cavour verstarb völlig unerwartet am 6. Juni 1861. Seit Kabinett trat deswegen wenige Tage später zurück.

## Minister

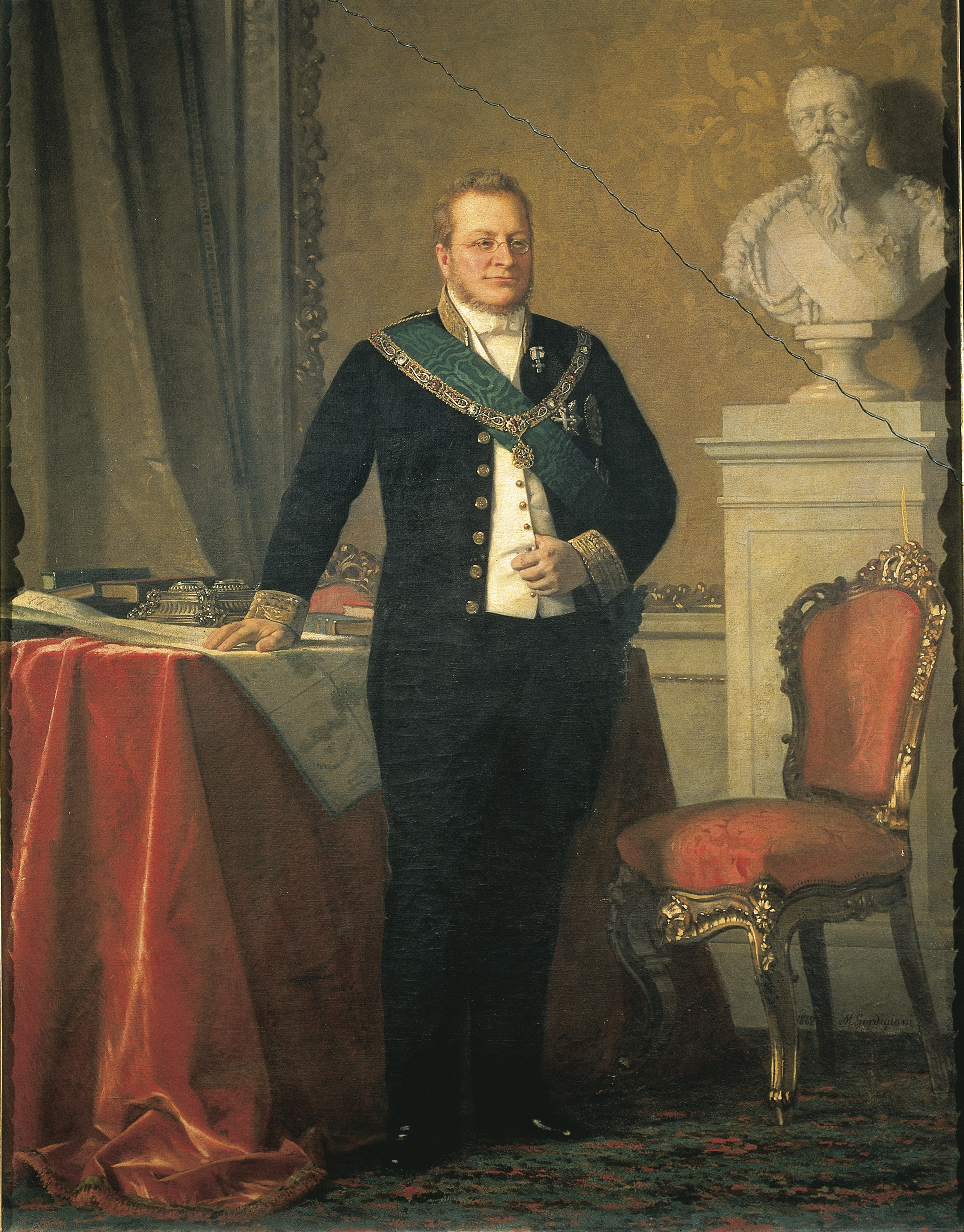
Graf von Cavour

| Ministerien                          | Name                                                                            |
| ------------------------------------ | ------------------------------------------------------------------------------- |
| Ministerpräsident                    | Camillo Benso von Cavour                                                        |
| Äußeres                              | Camillo Benso von Cavour                                                        |
| Inneres                              | Marco Minghetti                                                                 |
| Justiz und Kirchenangelegenheiten    | Giovanni Battista Cassinis                                                      |
| Krieg                                | Manfredo Fanti                                                                  |
| Marine                               | Camillo Benso von Cavour                                                        |
| Finanzen                             | Francesco Saverio Vegezzi (bis 3. April 1861) Pietro Bastogi (ab 3. April 1861) |
| Landwirtschaft, Industrie und Handel | Giuseppe Natoli                                                                 |
| Öffentliche Arbeiten                 | Ubaldino Peruzzi                                                                |
| Bildung                              | Francesco de Sanctis                                                            |
| Ohne Geschäftsbereich                | Vincenzo Niutta                                                                 |